# Жарово (Західнопоморське воєводство)
Жарово (пол. Żarowo) — село в Польщі, у гміні Старґард Старгардського повіту Західнопоморського воєводства.
Населення — 389 осіб (2011).
У 1975-1998 роках село належало до Щецинського воєводства.

## Демографія
Демографічна структура станом на 31 березня 2011 року:
|          | Загалом | Допрацездатний вік | Працездатний вік | Постпрацездатний вік |
| -------- | ------- | ------------------ | ---------------- | -------------------- |
| Чоловіки | 196     | 39                 | 141              | 16                   |
| Жінки    | 193     | 33                 | 126              | 34                   |
| Разом    | 389     | 72                 | 267              | 50                   |